# Reichsleiter
Reichsleiter (tiếng Đức nghĩa chữ là lãnh đạo Quốc gia hoặc lãnh đạo Đế chế) là cấp bậc chính trị cao thứ hai của Đảng Quốc xã (NSDAP), chỉ sau văn phòng của Führer. Reichsleiter cũng từng là một cấp bậc bán quân sự trong Đảng Quốc xã và là vị trí cao nhất có thể đạt được trong bất kỳ tổ chức Đức Quốc xã nào .
Reichsleiter được báo cáo trực tiếp với Führer Adolf Hitler. Reichsleiter là thành phần của Reichsleitung (lãnh đạo đế chế) của NSDAP, ban đầu đặt văn phòng tại "Nhà Nâu" (Braunes Haus) ở München.

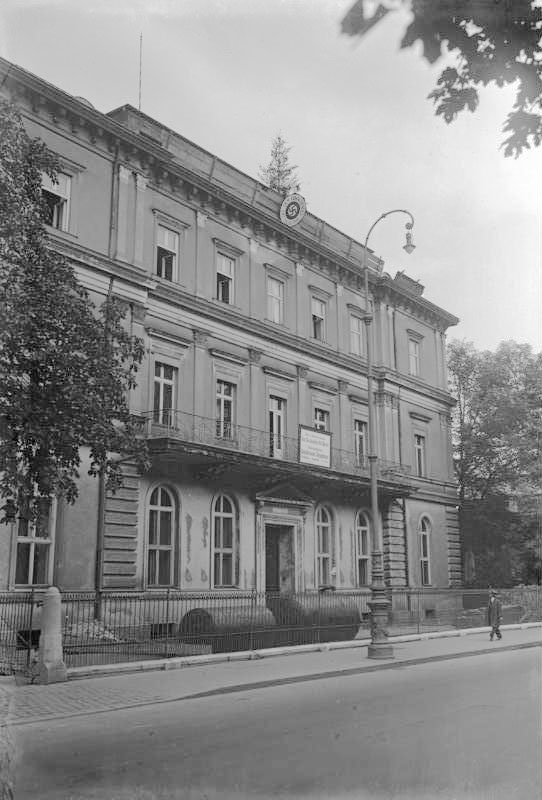
Nhà Nâu, 1935

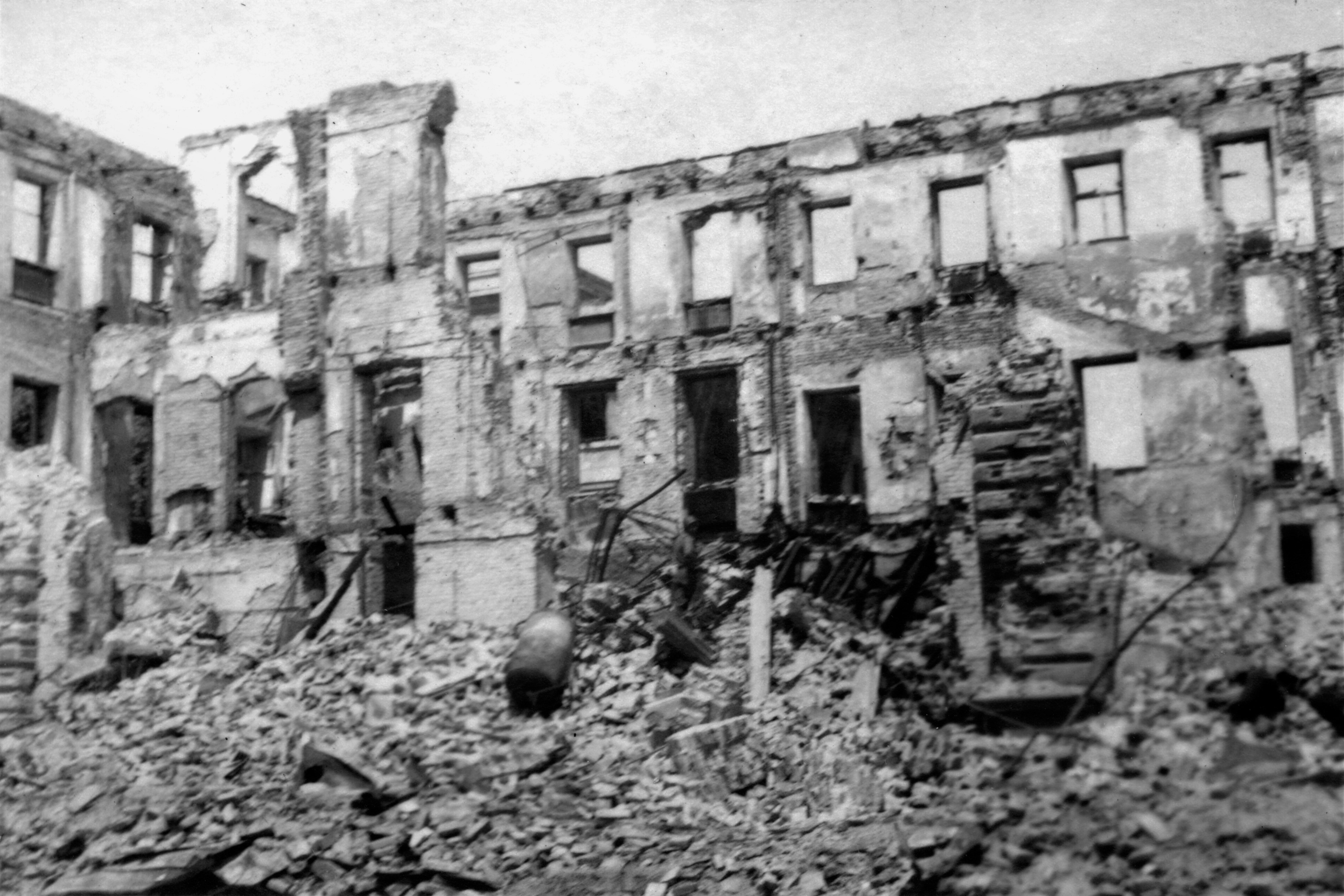
Nhà Nâu đổ nát, 1945

## Danh sáchReichsleiter
Danh sách Reichsleiter của NSDAP được nêu trong Niên giám Quốc xã 
- Max Amann, Reichsleiter báo chí
- Martin Bormann, Chánh văn phòng Đảng
- Philipp Bouhler, Chánh văn phòng Thủ tướng của Führer của NSDAP
- Walter Buch, Chánh văn phòng Oberstes Parteigericht (Tòa án Đảng Tối cao)
- Ricardo Walther Oscar Darré, Reichsminister.
- Otto Dietrich, Reich Press Chief of the NSDAP.
- Franz Ritter von Epp, Chánh văn phòng Kolonialpolitischen Amtes.
- Karl Fiehler, Chánh văn phòng chính của Chính trị thành phố
- Hans Frank, Reichminister.
- Wilhelm Frick, Lãnh đạo nhóm Quốc xã trong Reichstag
- Paul Joseph Goebbels, Lãnh đạo Tuyên truyền Reich của NSDAP.
- Wilhelm Grimm, Chánh văn phòng Phòng thứ hai của Oberstes Parteigericht.
- Rudolf Hess, Phó Führer.
- Konstantin Hierl, Lãnh đạo Sở Lao động Reich
- Heinrich Himmler, Reichsführer-SS và Cảnh sát trưởng Đức
- Adolf Hühnlein, Korpsführer của NSKK.
- Robert Ley, lãnh đạo tổ chức Reich của NSDAP.
- Viktor Lutze, Tham mưu trưởng SA.
- Ernst Röhm, Tham mưu trưởng SA.
- Alfred Rosenberg, Đại diện của Führer.
- Baldur von Schirach, Lãnh đạo Reich về Giáo dục Thanh thiếu niên của NSDAP.
- Franz Xaver Schwarz, Thủ quỹ Reich của NSDAP.